# Онлайн-волонтерство
Онлайн-волонте́рство (віртуальне волонтерство, кіберволонтерство) — тип волонтерської діяльності, яка здійснюється дистанційно за допомогою Інтернету.

Відмінною рисою онлайн-волонтерства є те, що цим можна займатися дистанційно. Таким чином, люди з обмеженими фізичними можливостями або іншими труднощами, які не дозволяють їм стати волонтерами в «реальному житті», можуть взяти участь. Крім того, займатися віртуальним волонтерством можуть люди з психологічними проблемами, які відчувають труднощі в спілкуванні. Віртуальне волонтерство дає можливість внести свій внесок людям, які інакше не змогли б цього зробити. Воно стимулює розвиток самооцінки, водночас дозволяючи зміцнювати відносини з іншими людьми. Віртуальне волонтерство дозволяє учасникам самостійно будувати план роботи в залежності від своїх можливостей, навичок, ресурсів та інших умов.

## Види
Віртуальне волонтерство має на увазі під собою різні види діяльності, які здійснюються дистанційно за допомогою комп'ютера або іншого пристрою, підключеного до Інтернету, наприклад, такі як:
- дослідні проєкти (в тому числі вікіпроєкти);
- Наукові проєкти приклад НАСА[1], World Community Grid
- збір фінансових і нефінансових джерел для певної мети;
- розробка software і виправлення неполадок;
- створення вебсторінок;
- оновлення вебсторінок, ведення профілів в соціальних мережах;
- написання і редагування пропозицій, пресрелізів, статей новин і т.д.;
- переклад документів;
- створення баз даних;
- створення зображень, ілюстрацій і графіків;
- сканування документів;
- консультування з юридичних, бізнесових, медичним та ін. питань;
- репетиторство і навчання;
- модераторство форумів;
- написання пісень;
- створення подкастів;
- громадська журналістика;
- монтування відео;
- моніторинг новин;
- відповіді на запитання;
- проставлення тегів на фото та інших файлах;
- керівництво над іншими волонтерами тощо;